# ローラーボーラー
ローラーボーラーとは、ジャグリングの道具の一つ。板を筒の上に乗せ、その上に立って使う。
トランクを板の代わりに使ったり、筒を重ねたりして難易度を高くすることもある。多くの場合、ただバランス芸を見せるだけでなく、その上でボールジャグリングなど、何か他のジャグリングと組み合わせて使われる。
自作する場合、塩化ビニル製の筒と、木の板などが良く使われる。